# سنتور باس
سنتور باس یک ساز ایرانی از خانواده سازهای زهی مضرابی ایرانی می‌باشد. این ساز بر گرفته از ساز سنتور است که شباهت‌های فراوان و در مقیاسی بزرگتر از سنتور ساخته می‌شود. 

## ساختار
سنتور باس توسط دو مضراب چوبی که نسبت به مضراب‌های سنتور بزرگتر و سنگین‌تر هستند، نواخته می‌شود. این ساز بر اساس نوع موسیقی و فواصل مورد نظر کوک می‌شود.
سیم‌های این ساز با روکش فلزی و در ضخامت‌های مختلف هستند و از روی هر خرک دو یا سه سیم عبور می‌کند.
این ساز هنوز در ارکسترهای ایرانی به صورت عمومی و مداوم استفاده نمی‌شود. ولی پرویز مشکاتیان در گروه عارف در کنار ساز بم‌تار استفاده کرده است.

## صدادهی
صدای سنتور باس یک اکتاو بم‌تر از صدای سنتور معمولی است و معمولاً اجرای بخش باس ارکستر را در گروه‌های موسیقی ایران بر عهده دارد. کیفیت صدا دهی «سنتور باس» هنوز در دست تجربه است.